# Pers (kattenras)
De Pers, Perzische kat of Perzisch langhaar is een van de oudste kattenrassen. Het is een langharig ras, dat selectief wordt gefokt en gevoerd onder een kattenstamboek.

## Herkomst
Zoals de naam al doet vermoeden, komt de pers oorspronkelijk uit Perzië. In de 17e eeuw werden de eerste Perzen naar Europa overgebracht. In de Europese landen werd het uiterlijk verder ontwikkeld en gekruist met langharige dieren die lokaal voorkwamen in vooral Engeland rond het einde van de negentiende eeuw.

## Raskenmerken
Een pers, geschikt voor kattententoonstellingen, heeft een heel dikke lange vacht, korte poten, een brede kop met de oren ver uit elkaar, grote ogen en een zeer korte brachycefale schedel. Dit leidt tot een verhoogd gezondheidsrisico voor het dier, met name voor de ademhaling, de soms misvormde of afwezige traanbuizen en de optredende ondervoorbeet. Perzische katten komen voor in een breed palet van kleuren en patronen en aftekeningen.

### Moderne en traditionele pers
De pers wordt naast deze moderne variant, met zeer korte brachycefale schedel, ook nog steeds selectief gefokt en gevoerd onder een stamboek met de traditionele uiterlijke kenmerken. Vaak worden deze twee varianten aangeduid met 'moderne pers' en 'traditionele pers'.

## Verzorging
Perzen hebben een intensieve dagelijkse verzorging nodig, omdat hun vacht te lang en dicht is om zichzelf te kunnen onderhouden. Om de vacht vrij van klitten en vervilting te houden zijn dagelijkse borstelbeurten nodig. Ook moeten de ogen van moderne perzen regelmatig gecontroleerd worden, omdat de traanbuis verstopt kan raken of onvoldoende aangelegd is vanwege de hierboven beschreven korte snuit.

## Karakter
Perzen zijn rustige introverte stabiele katten. Perzen kunnen goed worden gehouden als binnenkat.

## Trivia
- In de James Bond-franchise is een van de handelsmerken van de schurk Ernst Stavro Blofeld een Perzische kat die op zijn schoot zit.

## Galerij

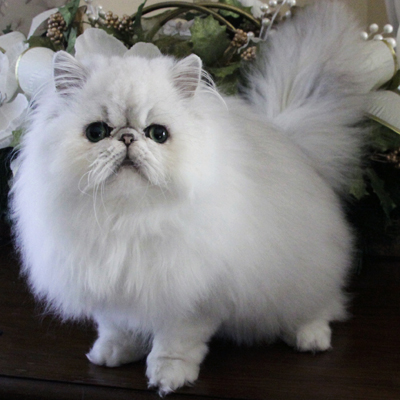
Zwart-zilver shaded (modern)
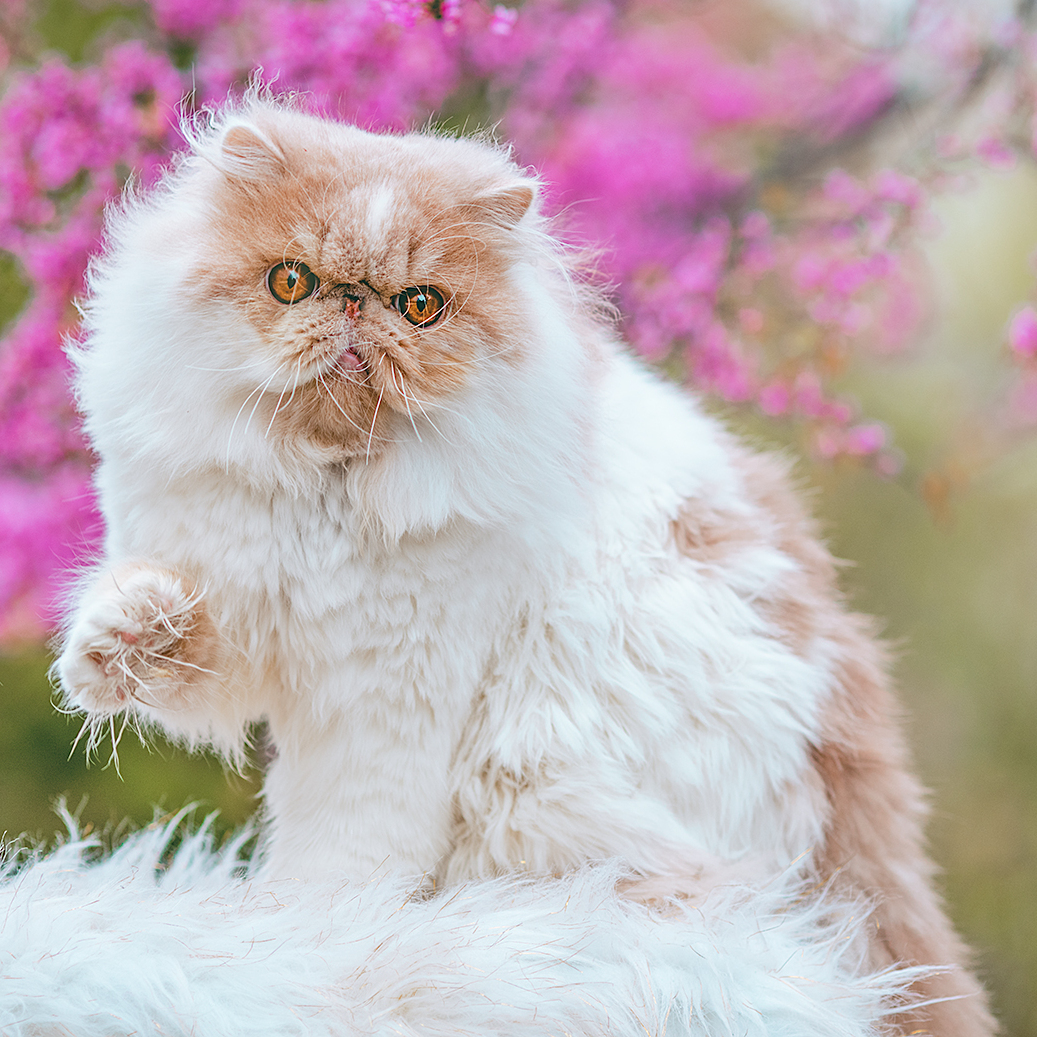
Rood cyper en wit (modern)
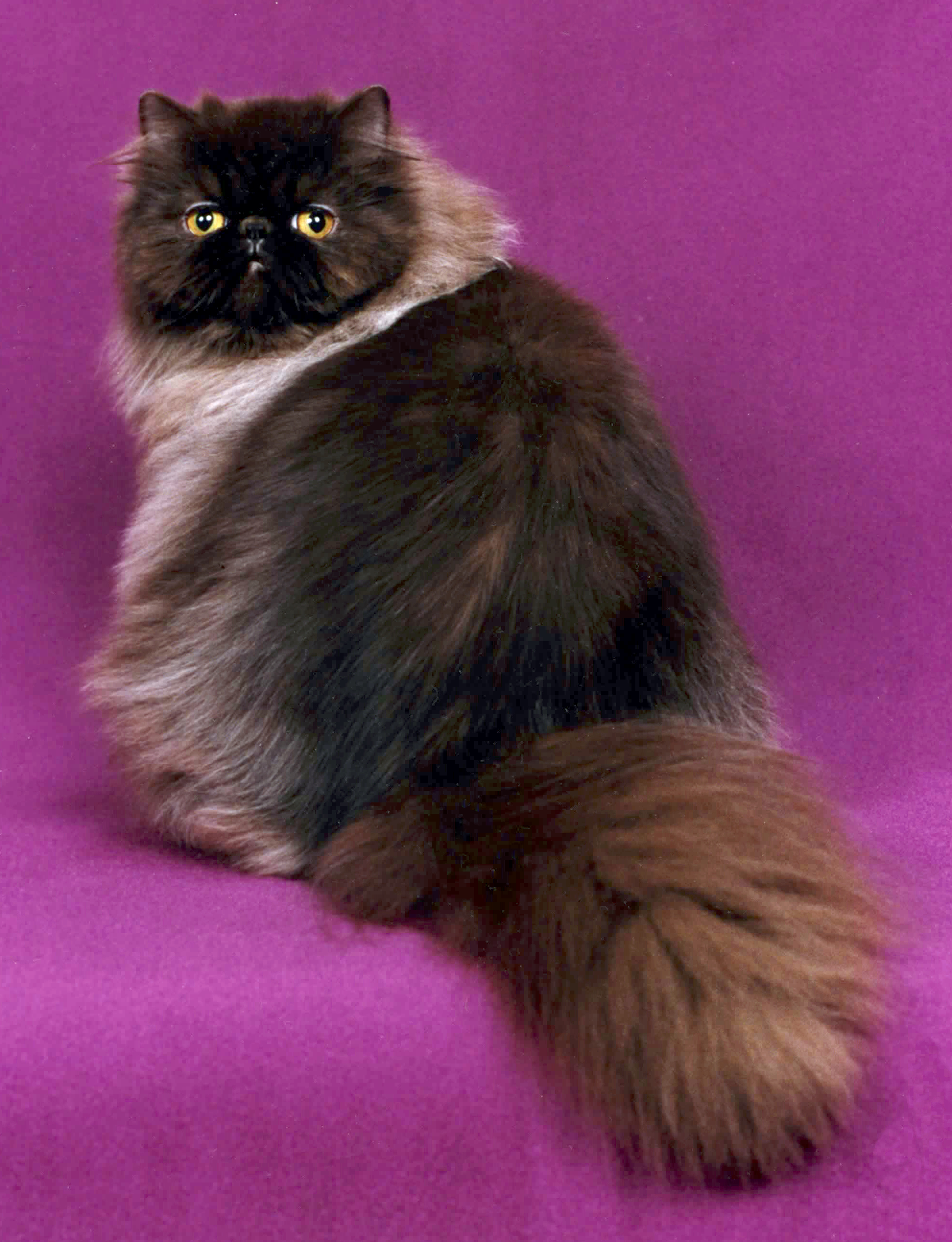
Chocolate (modern)
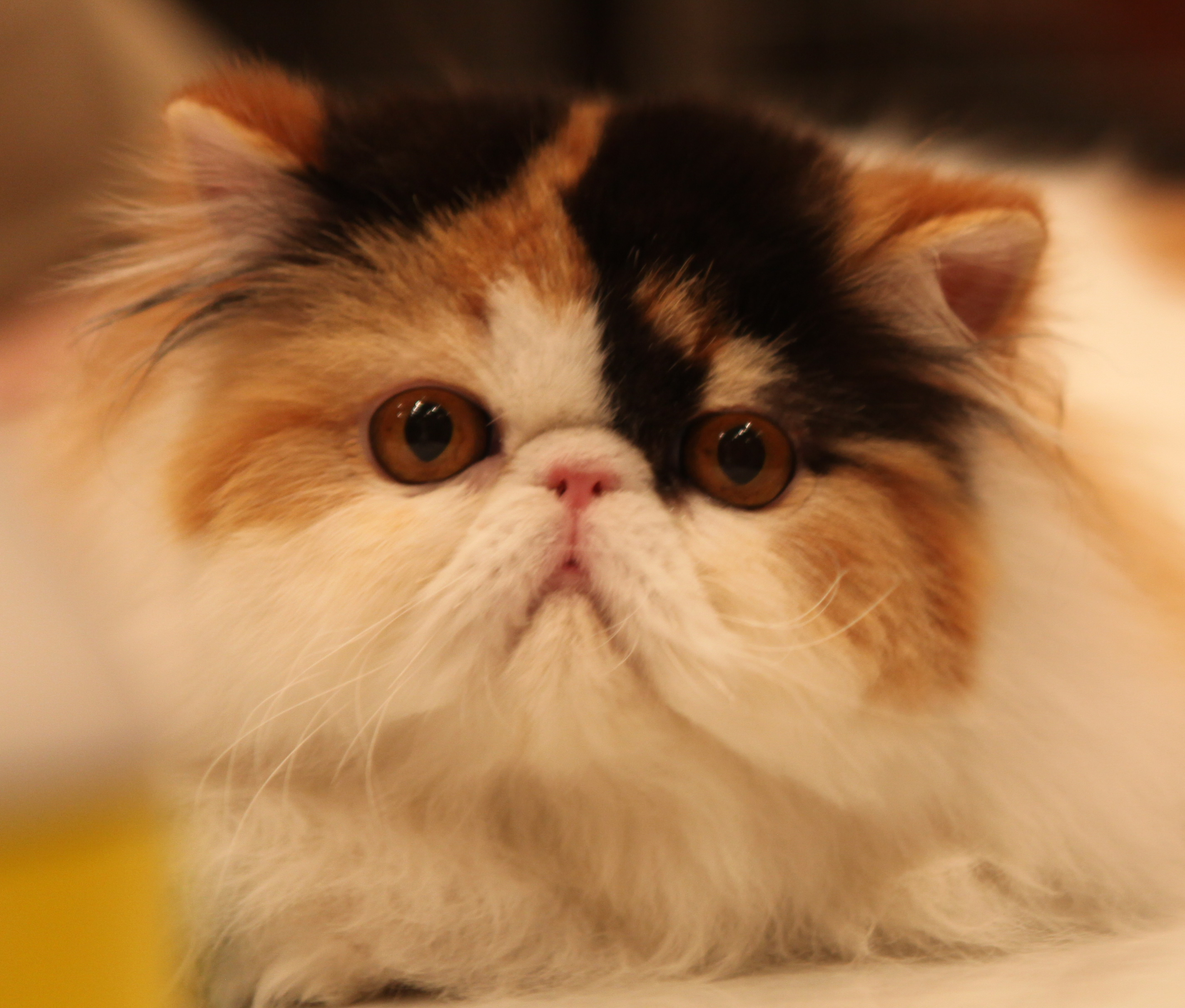
Zwarte lapjeskat (modern)
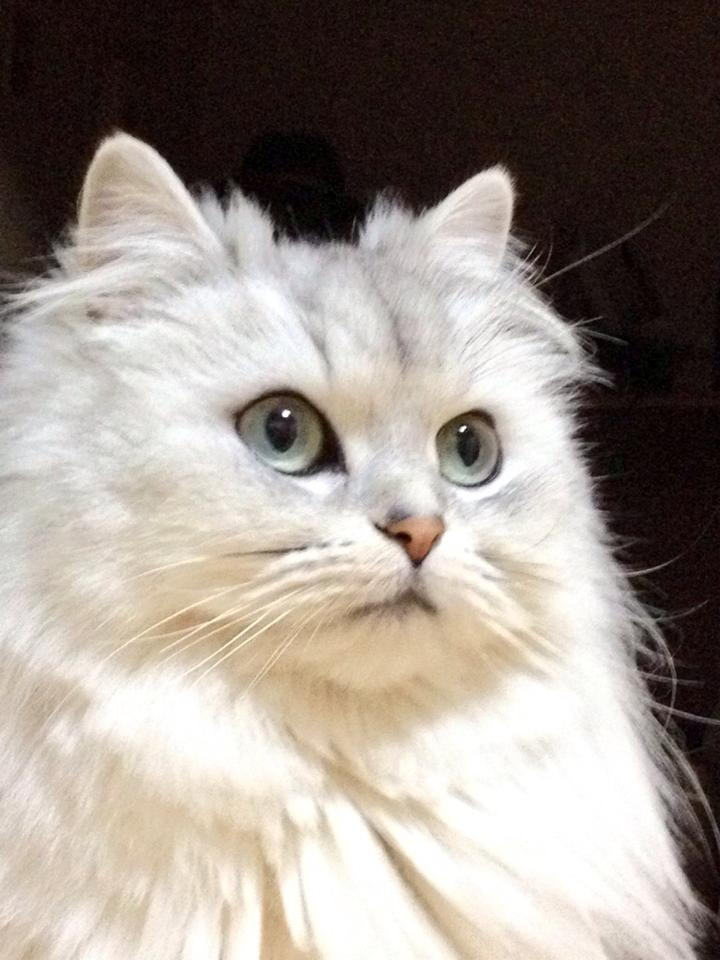
Zwart-zilver tipped (traditioneel)
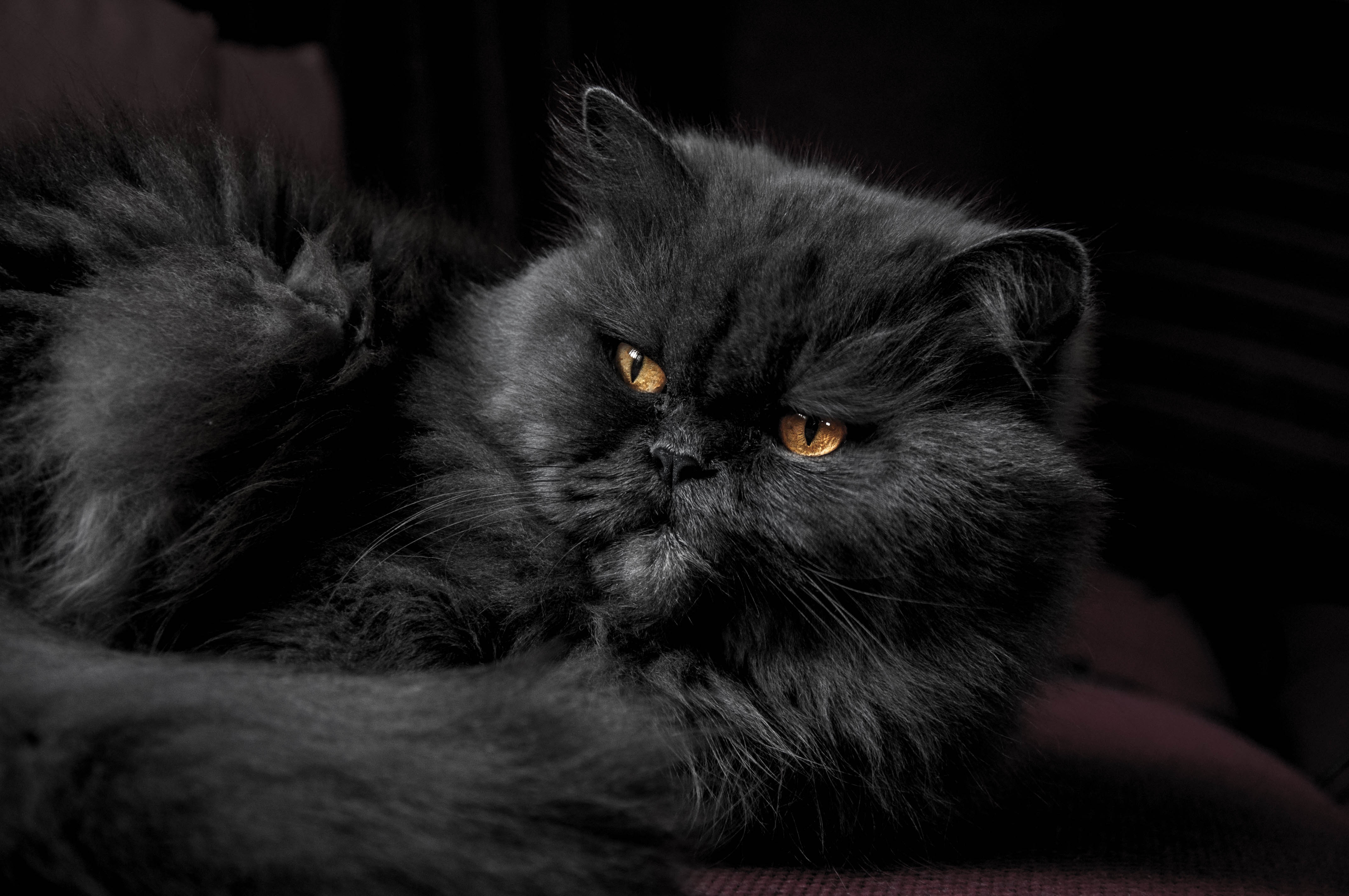
Effen-zwart (traditioneel)
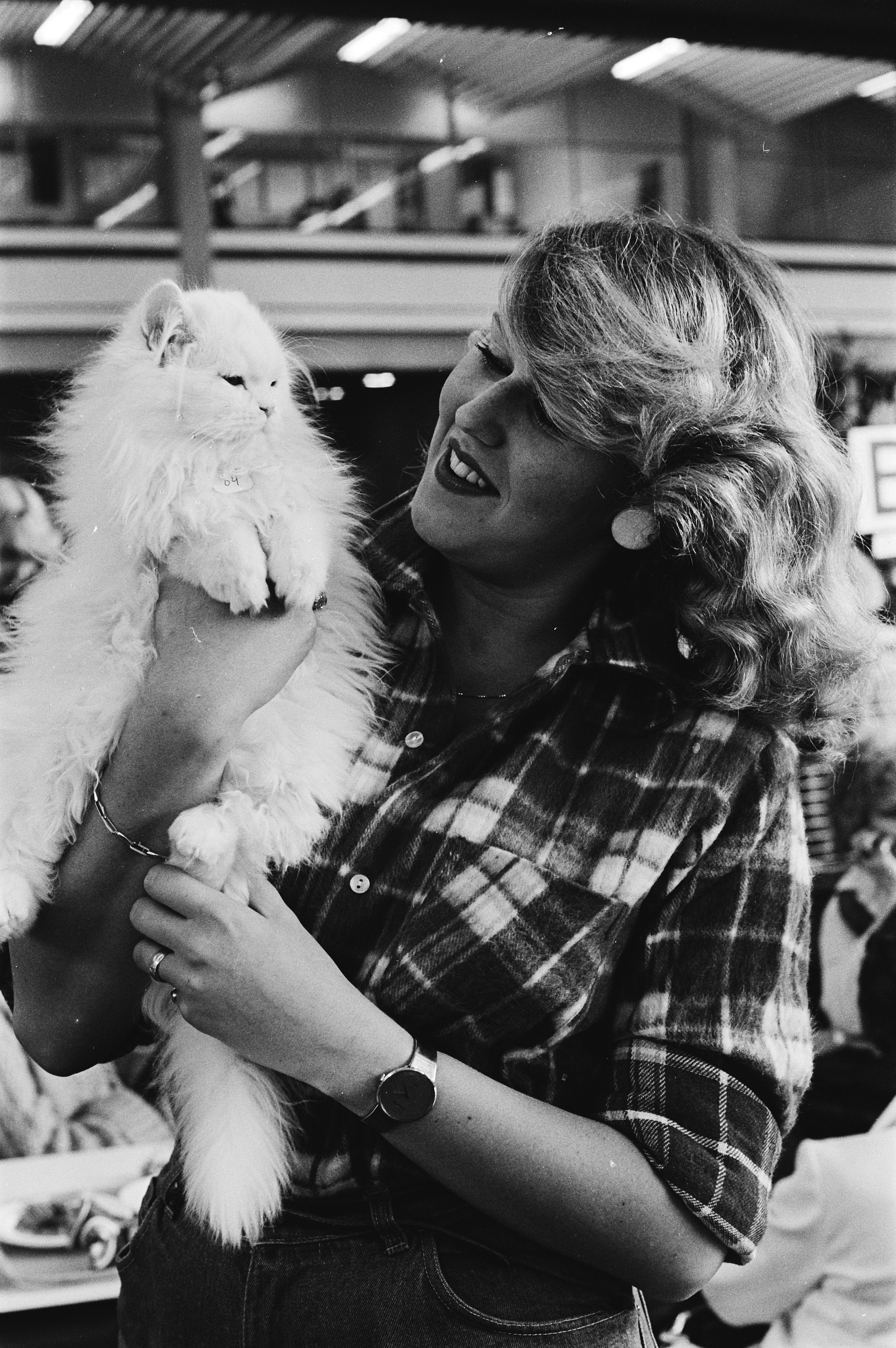
Vrouw met de winnares van een Amsterdamse kattententoonstelling in 1979; een effen-witte traditionele pers
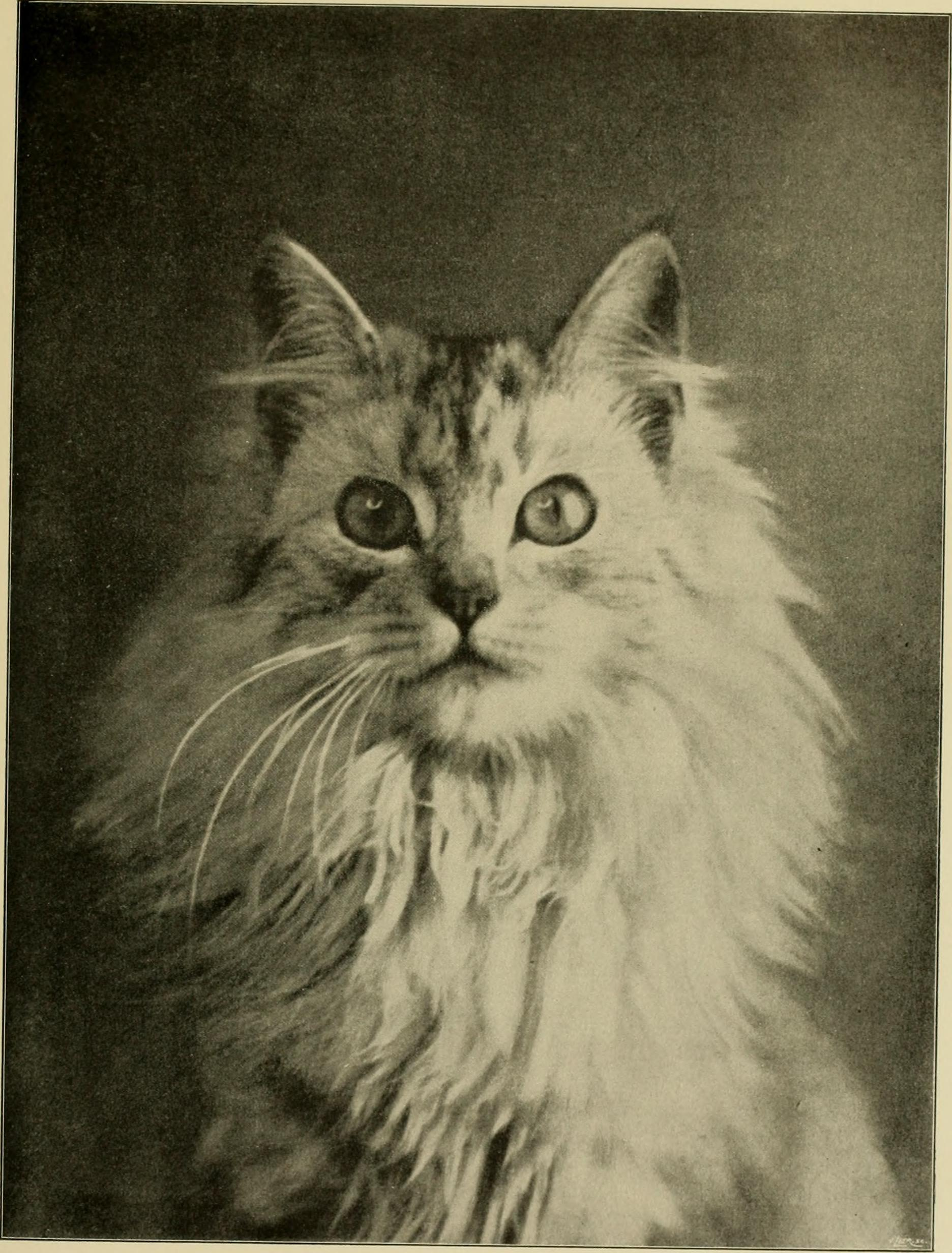
Traditioneel uiterlijk van de Perzische kat als weergegeven in het boek Our domestic animals, their habits, intelligence and usefulness (1907).